# Niculițel
Niculițel è un comune della Romania di 4 515 abitanti, ubicato nel distretto di Tulcea, nella regione storica della Dobrugia.